# The Very Best of Banda & Wanda
The Very Best of Banda & Wanda – album kompilacyjny grupy Banda i Wanda, wydany na nośniku kasety magnetofonowej w 1994 roku nakładem wydawnictwa Digiton.

## Lista utworów
Źródło:.
Strona A
1. „Nie będę Julią” – 3:40
2. „Kochaj mnie miły” – 3:15
3. „Chcę zapomnieć” – 4:05
4. „Fabryka marzeń” – 3:46
5. „Para goni parę” – 3:45
6. „Hej, heja hej” – 4:00

Strona B
1. „Stylowe ramy” – 3:46
2. „Hi-Fi” – 4:35
3. „Mamy czas” – 4:35
4. „Chicago nad Wisłą” – 2:55
5. „Proza życia” – 4:51